# Oxilus lomii
Oxilus lomii är en skalbaggsart som först beskrevs av Müller 1941.  Oxilus lomii ingår i släktet Oxilus och familjen långhorningar.
Artens utbredningsområde är Kenya. Inga underarter finns listade i Catalogue of Life.